# Langwarrin Flora and Fauna reserve

Brief von 1915 aus dem Kriegsgefangenenlager Langwarrin

Langwarrin in der Local Government Area Frankston City südöstlich von Melbourne im Bundesstaat Victoria (Australien) war ab 1886 ein Truppenübungsplatz und im Ersten Weltkrieg ein Internierungslager für Kriegsgefangene. Heute ist das große Gelände ein Naturreservat.
Während des Burenkrieges (1899–1902) wurden Soldaten der britischen Schutztruppe der Kronkolonie Victoria ("Victorian Colonial Defence Forces") in Langwarrin für den Kampf in Südafrika ausgebildet, militärisch trainiert und ausgerüstet. Diese Soldaten waren überwiegend von lokalen Regimentern abgezogen worden. Zunächst war die Ausbildungs- bzw. Ausrüstungszeit nur recht kurz. So übten im April 1889 zum Beispiel 2195 Soldaten nur vier Tage lang mit 669 Pferden und 29 Wagen. Mit Ausweitung des Burenkrieges dauerte diese spezielle Ausbildung in Langwarrin dann mehrere Wochen. 1901 wurde der Truppenübungsplatz Eigentum des britischen Commonwealth.
Seit Ausbruch des Ersten Weltkrieges wurde Langwarrin einerseits – nach den Vorbildern aus dem Burenkrieg – als "Concentration Camp" (Kriegsgefangenenlager), andererseits als Lazarett zur Versorgung australischer Kriegsinvaliden genutzt, die aus Frankreich und Ägypten zurückgekommen waren. In Langwarrin waren im Mai 1915 420 deutsche Gefangene interniert, dazu kamen noch politische Gefangene. In Australien wurden insgesamt 6890 deutsche Staatsbürger interniert, davon lebten 4500 Internierte schon vor Kriegsausbruch in Australien. Der Rest waren Seeleute deutscher Kriegs- und Handelsschiffe, die bei Kriegsausbruch in australischen Häfen lagen, oder deutsche Staatsbürger aus britischen Territorien in Südostasien, die auf Befehl der britischen Regierung zur Internierung nach Australien gebracht worden waren.
Nach Ende des Ersten Weltkrieges wurde Langwarrin bis 1945 wieder als Truppenübungsplatz genutzt. Anschließend diente das Gelände für lokale Freizeiteinrichtungen. Erst 1985 wurde das 214 Hektar große Gelände nach umfangreichen Abriss- und Erdarbeiten zum Naturreservat "Langwarrin Flora and Fauna Reserve" erklärt.